# Communion (chant)
Pour les articles homonymes, voir Communion (homonymie).

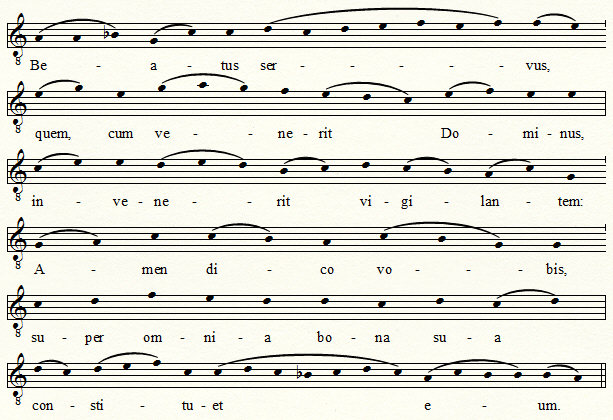
Chant de communion - Beatus servus

Le chant de communion désigne une prière grégorienne chantée ou le plus souvent en paroisse un chant entonné pendant la procession de communion. Elle dépend du propre du jour. Généralement, il s'agit d'un verset de psaume ou d'évangile, la plupart du temps choisi à cause d'une allusion eucharistique (ex Jn 6,57, Ps 103, 13-15, Sagesse 16, 20, etc.).